# Элис (мультфильм)
Элис — мультипликационный фильм. Анимационный клип на песню «Элис» Михаила Башакова и группы «Конец фильма». Фильм участвовал в конкурсной программе фестиваля Суздаль-2003.